# 三菱洋行大樓
三菱洋行大樓是上海市的一座歷史建築，位於广东路94至102号，修建於1914年。這座建築的設計者是福井房一，外觀為古典主義風格。三菱洋行大樓曾經是三菱商事上海支店的辦公地點。1997年，三菱洋行大樓和附近的美孚洋行大樓共同列入上海市第三批優秀歷史建築名單。